# George H. W. Bush
George Herbert Walker Bush, známý také jako George Bush starší, (12. června 1924 Milton, Massachusetts, USA – 30. listopadu 2018 Houston, Texas, USA) byl americký republikánský politik, v letech 1989–1993 41. prezident Spojených států. Pochází z rodiny Bushů a byl otcem prezidenta George W. Bushe.

## Život
Narodil se v Massachusetts. Otec Prescot Bush byl bankéř a později senátor. Za druhé světové války létal na bombardéru Avenger a dne 2. září 1944 přežil jako jediný z posádky sestřelení letadla při bojích v Pacifiku. O několik týdnů později se oženil s Barbarou Piercovou. Po válce dostudoval univerzitu Yale (člen spolku Skull and Bones) a věnoval se podnikání v ropném byznysu. Stal se milionářem a v 60. letech začal působit i v politice.
Zastával řadu vysokých politických a diplomatických funkcí. Postupně působil jako kongresman za stát Texas (1967–1971), velvyslanec USA při OSN (1971–1973), předseda Národní rady Republikánů (1973–1974), vedoucí styčného úřadu USA v Čínské lidové republice (1974–1975), ředitel CIA (1976–1977) a viceprezident USA ve vládě Ronalda Reagana (1981–1989).
Na prezidenta Spojených států amerických kandidoval poprvé v roce 1980, v republikánských primárkách jej však překonal Ronald Reagan, který si jej poté vybral za viceprezidenta. Dne 12. července 1985 se stal dle XXV. dodatku na krátkou dobu – během vyšetření prezidenta Reagana kolonoskopií – úřadujícím prezidentem. Standardní cestou pak do úřadu nastoupil o čtyři roky později, v roce 1989.
Československo navštívil (jako jediný americký prezident v historii) v roce 1990. Jeho projevu na Václavském náměstí přihlíželo více než 100 tisíc lidí. Přivezl tehdy do Prahy kopii Zvonu svobody, a přijal i čestné členství Masarykova demokratického hnutí. K 10. výročí sametové revoluce navštívil v listopadu 1999 Českou republiku. Tehdy převzal též čestnou medaili T.G. Masaryka. Byl nositelem Řádu Bílého lva (1999) a ocenění Ronald Reagan Freedom Award (2007).
Se ženou měli celkem 6 dětí. Jeho syny jsou 43. prezident USA v letech 2001 až 2009 George W. Bush a bývalý guvernér Floridy Jeb Bush.
Bush starší trpěl Parkinsonovou nemocí. Zemřel večer 30. listopadu 2018 ve svém domě v Houstonu ve státě Texas, ve věku 94 let, osm měsíců po své manželce. V reakci na jeho smrt prezident Donald Trump vyhlásil středu 5. prosince dnem státního smutku. Práci a charakter zesnulého ocenili ve svých prohlášeních politici z celého světa, včetně německé kancléřky Angely Merkelové nebo bývalého sovětského prezidenta Michaila Gorbačova. Jeho podíl na konci studené války a na rozpadu východního bloku ocenili mnozí čeští politici, včetně premiéra Andreje Babiše, místopředsedy vlády Jana Hamáčka či bývalých ministrů zahraničí Lubomíra Zaorálka, Karla Schwarzenberga a Alexandra Vondry.

## Ředitel CIA  (1976–1977)
Za jeho působení jako ředitele CIA v letech 1976–1977 byly ze strany CIA z důvodu boje proti komunistické hrozbě aktivně podporovány latinskoamerické diktátorské režimy, jako vojenská junta v Argentině nebo vojenská diktatura v Chile a jejich boj proti levicově smýšlejícím osobám a disidentům v rámci tzv. Operace Kondor.

## Viceprezident USA (1981–1989)

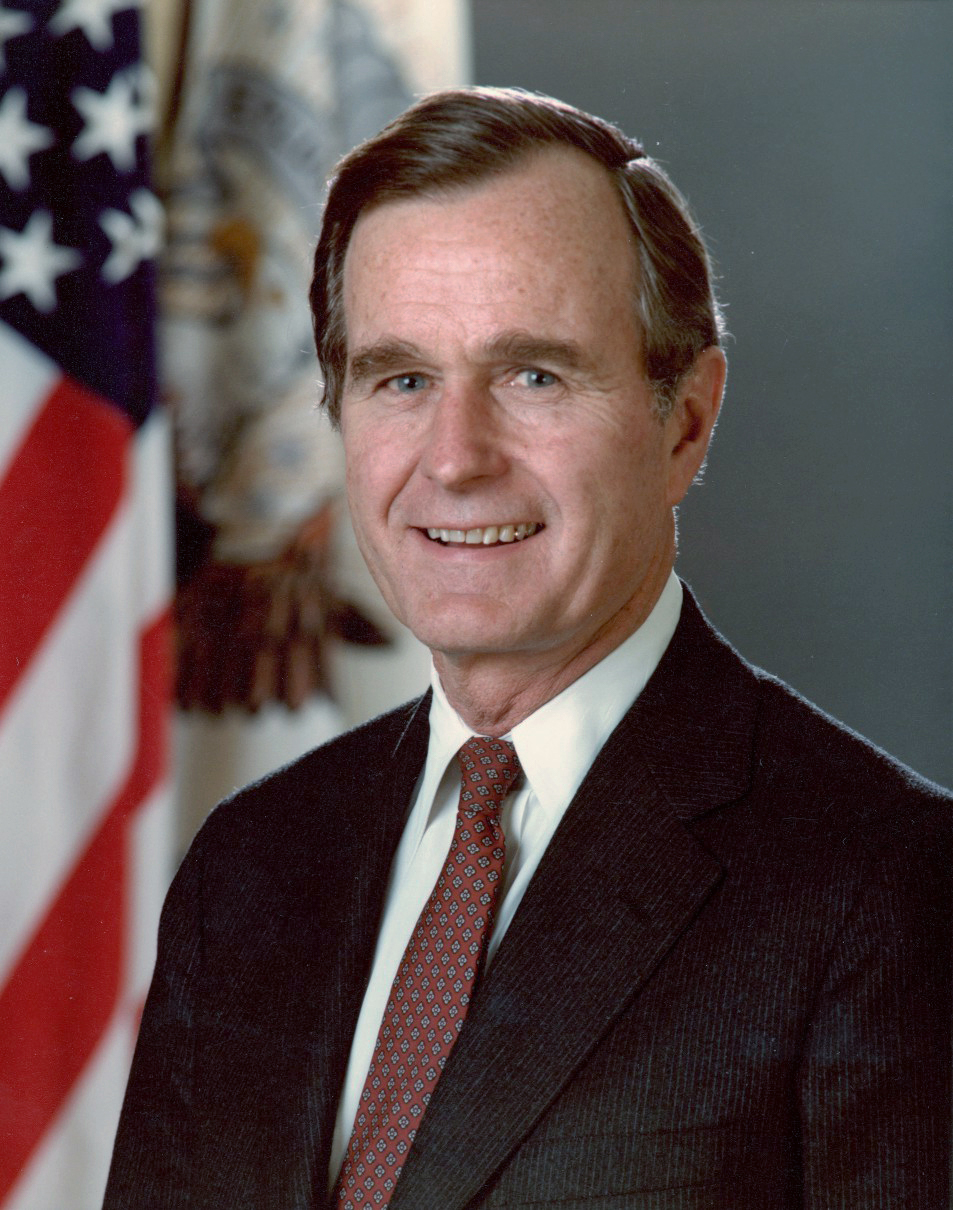
Oficiální portrét viceprezidenta Bushe

V roce 1986 propukla aféra Írán-Contras, která byla největším politickým skandálem ve Spojených státech v 80. letech. Bylo odhaleno, že Reaganova administrativa prodávala v rozporu s americkými zákony zbraně Íránu, který válčil proti Iráku v irácko–íránské válce, a z výtěžku tajně financovala protivládní povstalce v Nikaragui, známé jako Contras. Přestože Bush popřel, že by o těchto obchodech věděl, do svého deníku si tehdy poznamenal: „Jsem jedním z mála lidí, kteří znají všechny detaily té věci“. Jako prezident v roce 1992 omilostnil několik lidí zapletených do aféry Írán-Contras, včetně bývalého ministra obrany Caspara Weinbergera.
Navzdory tajným dodávkám zbraní do Íránu Spojené státy v irácko–íránské válce otevřeně podporovaly režim Saddáma Husajna a v roce 1988 dokonce Iráku dodaly informace ke čtyřem chemickým útokům na íránské jednotky na poloostrově Fao.
V roce 1988 americký křižník USS Vincennes omylem sestřelil íránské civilní letadlo Iran Air 655, na jehož palubě zahynulo 290 lidí. Bush sestřelení označil za „nešťastný incident“, veřejně ale prohlásil, že bez ohledu na fakta se za sestřelení letadla íránských státních aerolinek v íránském vzdušném prostoru Íránu nikdy neomluví.

## Prezident (1989–1993)

### Domácí politika
George H. W. Bush se oproti svému předchůdci, Ronaldu Reaganovi, silně konzervativně a pravicově vyhraněném, vyznačoval svou umírněnou domácí politikou, v rámci níž se mnohokrát dokázal spojit s i Demokraty, kteří tehdy ovládali jak Senát, tak Sněmovnu reprezentantů.
Jako prezident tak mimo jiné zvýšil výdaje na školství a dětskou péči, schválil rozsáhlý antidiskriminační zákon vůči zdravotně handicapovaným občanům, zasadil se o přijetí zákona o čistotě ovzduší, v rámci Immigration Act of 1990 více otevřel Spojené státy legální imigraci a zakázal dovoz některých poloautomatických zbraní. V důsledku rozsáhlého deficitu rozpočtu, který zdědil po svém prezidentském předchůdci, byl také nucen zvýšit daně, a to navzdory tomu, že v kampani sliboval opak.
Mnoho Američanů bylo přesto nespokojeno s vleklou ekonomickou recesí, rostoucím rozpočtovým deficitem a vzrůstající kriminalitou, což přispělo k jeho porážce demokratem Billem Clintonem v prezidentských volbách v roce 1992.

### Zahraniční politika
Výrazně větší zájem než o domácí politiku projevoval o politiku zahraniční. Projevil se mimo jiné jako úspěšný válečník.

#### Invaze do Panamy
Panamský diktátor Manuel Noriega, který byl v 80. letech spojencem Spojených států, s nimiž spolupracoval při podpoře povstaleckých Contras v Nikaragui, byl americkou administrativou podezříván ze špionáže pro Fidela Castra, vydírání a pašování drog. V květnu 1989 se v Panamě konaly demokratické volby, které vyhrála opozice vedená Guillermo Endaraem, jejichž výsledky vláda vedená Noriegou zamítla. Noriega následně potlačil vojenský převrat a masové protesty. Nakonec Bush nařídil invazi do Panamy s cílem zatknout samozvaného diktátora. V lednu 1990 byl Noriega zatčen a v roce 1993 odsouzen ke 30 letům vězení. Podporu nové vládě pak Bush vyjádřil během oficiální návštěvy o dva roky později.

#### Rozpad Sovětského svazu

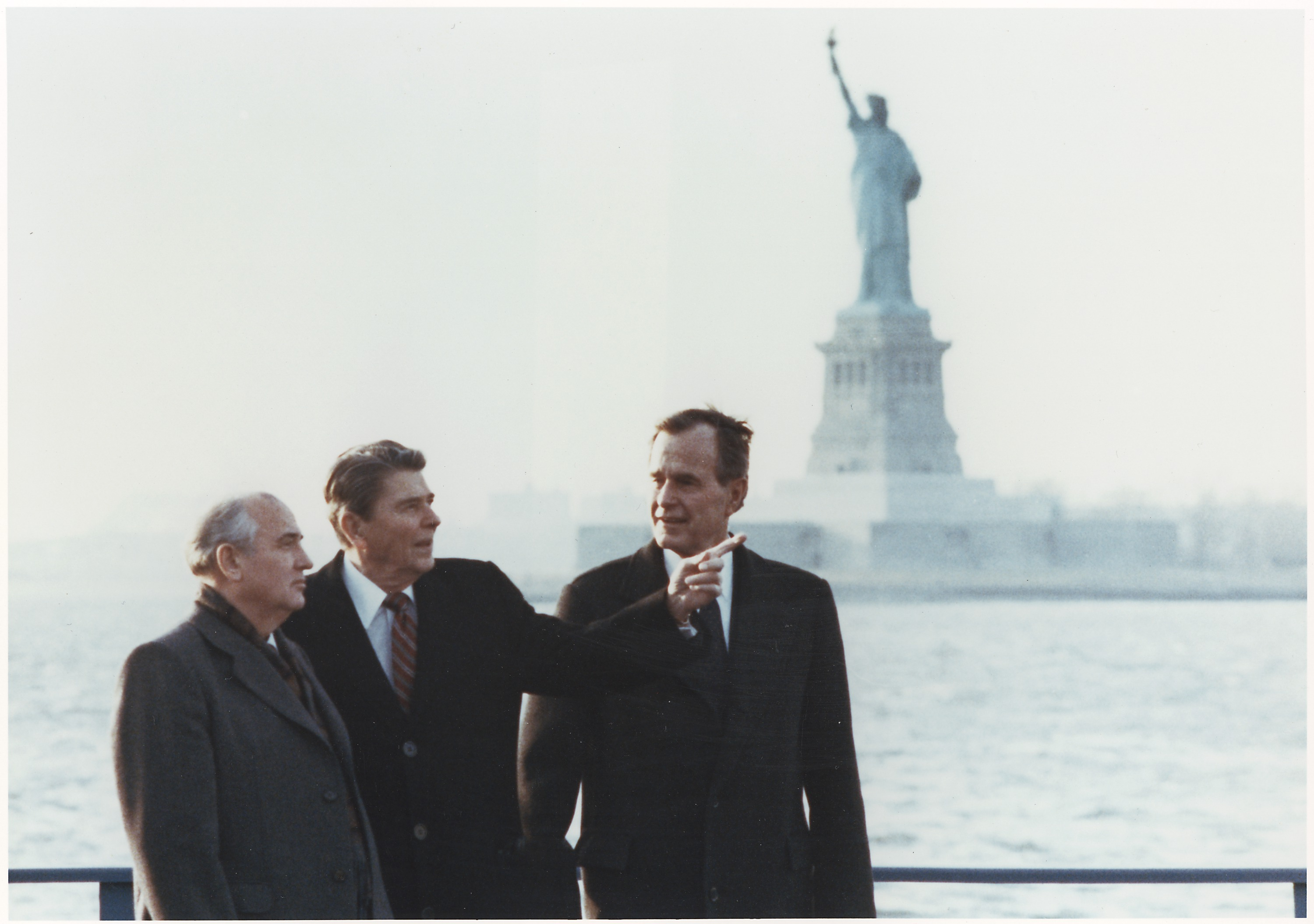
Prezident Ronald Reagan a viceprezident Bush v roce 1988 s Michailem Gorbačovem, který usiloval o zlepšení vztahů se Západem.

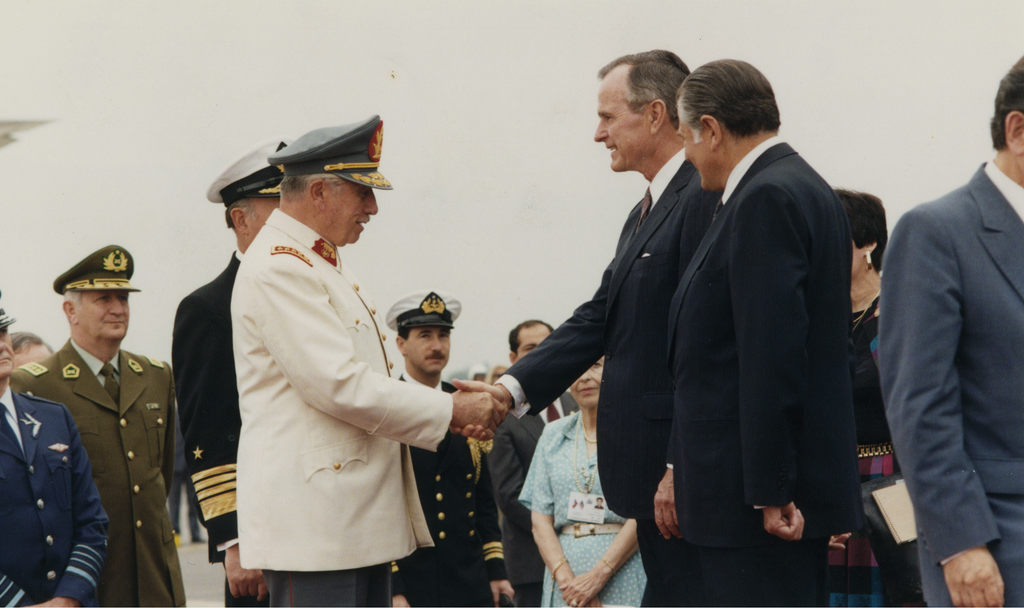
Prezident Bush a chilský prezident Augusto Pinochet

George Bush vstoupil do historie jako prezident, za jehož funkčního období skončila Studená válka a rozpadla se Železná opona. Dokončil to, co započal jeho předchůdce Ronald Reagan.
Na schůzce s Michailem Gorbačovem, která se konala na Maltě 2.-3. prosince 1989, se dohodli na rozsáhlém odzbrojení a ukončení amerického embarga na SSSR a podepsali strategickou smlouvu START I o omezení zbrojení.

#### Válka vZálivu
Dne 2. srpna 1990 irácký prezident Saddám Husajn vojensky napadl a později anektoval Kuvajt. Tato akce vzbudila mezinárodní pohoršení. Prezident George Bush dal dohromady rozsáhlou koalici států, která poté s mandátem OSN zahájila Operaci Pouštní bouře s cílem donutit Iráčany k odchodu z Kuvajtu. Aliance zvítězila mj. díky vysoké letecké převaze (4000 Iráckých tanků bylo zničeno během jediného dne) a osvobodila tak Kuvajt.

#### NAFTA
Během prezidentství George Walkera Bushe byly vyjednány základní kameny Severoamerické dohody o volném obchodu.

## Odkaz
Je podle něj pojmenována letadlová loď USS George H. W. Bush (CVN-77) (ve službě od roku 2009).